# Río Yanayacu (Río Cainarache)
Der Río Yanayacu (Quechua: yana für „schwarz“, yacu für „Wasserstelle“) ist ein etwa 48 km langer rechter Nebenfluss des Río Cainarache in der Provinz Lamas in der Region San Martín im zentralen Norden Perus.

## Flusslauf
Der Río Yanayacu entspringt im Südosten der Cordillera Escalera auf einer Höhe von etwa 1180 m. Das Quellgebiet befindet sich im äußersten Süden des Distrikts Barranquita im Schutzgebiet Área de conservación regional Cordillera Escalera. Der Río Yanayacu fließt in überwiegend nördlicher Richtung. Bei Flusskilometer 35 durchbricht er einen niedrigen Höhenkamm und erreicht das Amazonasbecken. Bei Flusskilometer 33 befindet sich die Ortschaft El Piñal unweit des linken Flussufers. Etwa 3 km oberhalb der Mündung treffen zwei größere Nebenflüsse auf den Río Yanayacu, einer von rechts, der andere von links. Der Río Yanayacu mündet schließlich 1,5 km östlich der Kleinstadt Barranquita auf einer Höhe von etwa 140 m in den Río Cainarache. Der Río Yanayacu weist im Tiefland zahlreiche Flussschlingen auf. Entlang dem Mittel- und Unterlauf befinden sich mehrere Siedlungen am Flussufer.

## Einzugsgebiet
Das Einzugsgebiet des Río Yanayacu umfasst eine Fläche von 543 Quadratkilometern. Es erstreckt sich über die südliche Hälfte des Distrikts Barranquita und wird im Westen und im Süden von der Cordillera Escalera eingerahmt. Das Areal besteht aus hauptsächlich von dem Randbereich des Amazonasbeckens mit vielen landwirtschaftlichen Nutzflächen entlang der Flussläufe.